# Lliga de Futbol de la Guaiana Francesa
La Lliga de Futbol de la Guaiana Francesa, també coneguda per les sigles LFG (Ligue de Football de la Guyane, en francès), és l'òrgan de govern del futbol de la Guaiana Francesa. La LFG va ser fundada l'any 1962 i està subordinada a la Federació Francesa de Futbol per a gestionar, administrar i organitzar el futbol d'aquesta regió d'ultramar de la República Francesa. No està afiliada a la FIFA, però és membre de la Confederació del Nord, Centreamèrica i el Carib de Futbol Associació (CONCACAF) i de la Unió Caribenya de Futbol (CFU).
La Guaiana Francesa està geogràficament en territori sud-americà, però per raons històriques la LFG, juntament amb l'Associació Surinamesa de Futbol i la Federació de Futbol de Guyana, mai ha estat afiliada a la Confederació Sud-americana de Futbol (CONMEBOL).
El 1962 va ser creat el Championnat de Guyane de Football (Division d'Honneur) que és la competició de futbol més important de la Guaiana. La disputen dotze equips i el guanyador té accés al Campionat de clubs de la CFU. Els dos darrers classificats baixen a la Promotion d'Honneur o segona categoria.
El 1959 va ser creada la Coupe de Guyane que és el torneig de copa per eliminació directa que es juga anualment a la Guaiana.
Del 2008 al 2012 es va disputar la Coupe des Guyanes, competició que enfrontava els campions de Guyana, Surinam i la Guaiana Francesa. El jugaven quatre equips, ja que del país organitzador n'hi participaven dos.